# Phytocoris aesculinus
Phytocoris aesculinus är en insektsart som beskrevs av Stonedahl 1988. Phytocoris aesculinus ingår i släktet Phytocoris och familjen ängsskinnbaggar. Inga underarter finns listade i Catalogue of Life.